# Phare de Færder
Le phare de Færder (en norvégien : Færder fyr)  est un phare actif situé sur l'île de Midtre Tristein (une des trois îles Tristein), dans la commune de Færder, dans l'Oslofjord extérieur, en Norvège. Tristein était auparavant inclus dans la zone de conservation du paysage Ormø–Færder, mais en 2013, il est devenu une partie du parc national de Færder.
Il est géré par l'administration côtière norvégienne (en norvégien : Kystverket).
Il est classé patrimoine culturel par le Riksantikvaren.

## Historique
Le premier phare de Færder a été construit en 1697 sur l'île de Store Færder, juste au nord du phare actuel. C'était un phare privé en forme de chaudière. Le chaudron était posé sur le sol et le gardien du phare le remplissait de charbon et de bois de chauffage toute la nuit. En 1799, le public prend en charge l'exploitation du phare et une tour avec une grande lanterne est achevée en 1802. Le feu de charbon a été remplacé par un appareil à lentille et des lampes alimentées au pétrole en 1852. Quelques années plus tard, une nouvelle tour fut également construite sur les îles un peu plus au sud, où elle fut achevée en 1857. Aujourd'hui, le phare est alimenté à l'électricité.
Grâce à son emplacement, Færder est l'une des principales marques de transport maritime dans l'Oslofjord. La zone autour du phare de Færder est très résistant aux intempéries car c'est un endroit dangereux lorsque les tempêtes d'automne s'installent.
L'ensemble de la station de quai a reçu le statut de protection en vertu de la loi sur le patrimoine culturel en 1997. Vous pouvez également encore voir les ruines de la colonie à Store Færder.

## Caractéristiques dufeu maritime
Fréquence : 30 secondes (W-W-W)
Identifiant : ARLHS : NOR-254 ; NF-000100 - Amirauté : B2506 - NGA : 0004.

### Lien connexe
- Liste des phares de Norvège